# Aeroportul Datong Yungang
Aeroportul Datong Yungang (IATA: DAT, ICAO: ZBDT) este un aeroport din Shanxi, Republica Populară Chineză ce deservește zona Datong⁠(d). Aeroportul a fost tranzitat în 2022 de 359.619 pasageri. A fost deschis în 2005 și numit după zona deservită.
Situat la o altitudine de 1.054 m, aeroportul dispune de o singură pistă.